# 1992年バルセロナオリンピックのスペイン選手団
1992年バルセロナオリンピックのスペイン選手団（1992ねんバルセロナオリンピックのスペインせんしゅだん）は、1992年7月25日から8月9日にかけてスペインのカタルーニャ州バルセロナで開催された1992年バルセロナオリンピックのスペイン選手団、およびその競技結果。

## 概要
今大会は金メダル13個、銀メダル7個、銅メダル2個の合計22個のメダルを獲得した。

## メダル
| メダル | 選手名                                                  | 競技   | 種目                      |
| ------ | ------------------------------------------------------- | ------ | ------------------------- |
| 金     | マルティン・ロペス＝ズベロ                              | 競泳   | 男子200m背泳ぎ            |
| 金     | フェルミン・カチョ                                      | 陸上   | 男子1500m                 |
| 金     | ダニエル・プラサ                                        | 陸上   | 男子20km競歩              |
| 金     | ホセ・マヌエル・モレノ                                  | 自転車 | 男子1000mタイムトライアル |
| 金     | アルムデナ・ムニョス                                    | 柔道   | 女子52kg以下級            |
| 金     | ミリアム・ブラスコ                                      | 柔道   | 女子56kg以下級            |
| 銀     | アントニオ・ペニャルベル                                | 陸上   | 男子十種競技              |
| 銀     | ホルディ・アレッセ                                      | テニス | 男子シングルス            |
| 銀     | アランチャ・サンチェス・ビカリオ コンチタ・マルティネス | テニス | 女子ダブルス              |
| 銅     | ハビエル・ガルシア・チコ                                | 陸上   | 男子棒高跳                |
| 銅     | アランチャ・サンチェス・ビカリオ                        | テニス | 女子シングルス            |